# Peștera Pagodelor
Peștera Pagodelor (monument al naturii) este o arie naturală protejată de interes național ce corespunde categoriei a III-a IUCN (rezervație naturală de tip speologic), situată în județul Vâlcea, pe teritoriul administrativ al orașului Băile Olănești.

## Localizare
Aria naturală se află în Munții Căpățânii (ce aparțin grupării montane Șureanu-Parâng-lotrului), la o altitudine de 1.050 m, în bazinul superior al râului Cheia, în partea central-nordică a județului Vâlcea și este inclusă în Parcul Național Buila-Vânturarița.

## Descriere
Rezervația naturală cu o suprafață de 0,10 hectare, a fost declarată arie protejată prin Legea Nr.5 din 6 martie 2000 (privind aprobarea Planului de amenajare a teritoriului național - Secțiunea a III-a - zone protejate) și reprezintă o cavernă (peșteră) în abruptul drept al Ogașului Ursului, cu o intrare diaclazică dublă, cu câteva galerii bogate în forme concreționare (stalactite și stalagmite de forma unor pagode).